# Pont du Diable, Hérault

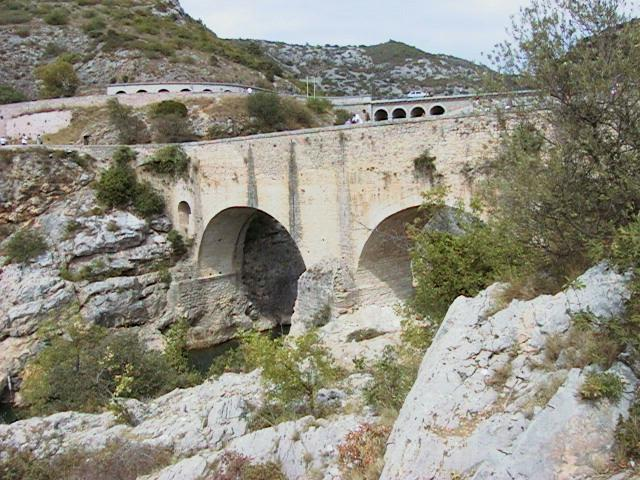
Pont du Diable

Pont du Diable bắc qua sông Hérault là một trong nhiều cây cầu ở Pháp có tên như vậy. Tên của nó có nghĩa là "cầu nối của quỷ". Nó nằm bên một hẻm núi dốc đứng, nằm cách 4 km về phía tây bắc của Aniane, thuộc tỉnh Hérault, miền nam nước Pháp.
Nó được xây dựng bởi các tu sĩ dòng Biển Đức trong nửa đầu thế kỷ 11 để là cầu nối giữa các tu viện tại Aniane và tu viện Gellone tại Saint-Guilhem-le-Désert. Mặc dù sau đó cây cầu được mở rộng thêm vài mét vào năm 1770 nhưng nó vẫn giữ được hình dạng ban đầu. Hiện tại, giao thông bằng xe cộ qua lại được phục vụ bởi một cây cầu mới, từ đó có thể quan sát được vẻ đẹp lộng lẫy của cây cầu Pont du Diable, cầu máng nước đã cạn và khu vườn nho của Saint-Jean-de-Fos.
Năm 1935, cây cầu được liệt kê bởi Bộ Văn hóa Pháp như là một Di tích lịch sử và được UNESCO liệt kê vào danh sách Di sản thế giới vào năm 1998 như là một phần của Di sản thế giới của Đường hành hương Santiago de Compostela ở Pháp.
Tại Hérault còn có hai cây cầu khác có tên là "Pont du Diable", một là ở Olargues và cây cầu còn lại tại Villemagne-l'Argentière.